# Кубок Анри Делоне
Ку́бок Анри́ Делоне́ (англ. Henri Delaunay Trophy) — главный приз, вручаемый победителям чемпионатов Европы по футболу, проводимых под эгидой УЕФА каждые четыре года. Назван в честь Анри Делоне — первого генерального секретаря УЕФА, предложившего проводить розыгрыш европейских первенств.
Приз имени Анри Делоне сделан из серебра, он представляет собой большой сосуд, похожий на амфору. Этот трофей стал использоваться с момента розыгрыша самого первого чемпионата Европы по футболу, первой командой, получившей его, стала одержавшая тогда победу сборная СССР. Перед Евро-2008 Кубок Анри Делоне был изменён: УЕФА приняла решение увеличить его размер, с тех пор высота приза составляет 60 сантиметров, а вес — восемь килограмм. Первым обладателем обновлённого трофея стала сборная Испании, одержавшая победу на турнире 2008 года. Всего кубком владели команды десяти стран, две из которых в настоящий момент не существуют. Самой титулованной командой является сборная Испании, владевшая кубком четыре раза.
Кубок Анри Делоне является собственностью УЕФА. По регламенту турнира чемпион награждается кубком и хранит его у себя до жеребьёвки отборочного турнира следующего чемпионата Европы. Копия трофея передается на вечное хранение федерации, чья сборная выиграет турнир пять раз в общей сложности, либо три раза подряд, однако пока ни того, ни другого ни одной команде сделать не удалось. Последним обладателем Кубка Анри Делоне является национальная сборная Испании, обыгравшая в финале чемпионата Европы 2024 года сборную Англии.

## История
В середине 1950-х годов было принято решение о создании нового футбольного турнира, получившего название Кубок европейских наций. В июне 1958 года, за два года до проведения его первого розыгрыша, был представлен трофей нового соревнования — серебряный кубок, представляющий собой античную амфору. Он был передан в дар УЕФА председателем Федерации футбола Франции Пьером Пошоне, а создателем приза стал французский ювелир Мишель Шобийон. С подачи тогдашнего президента УЕФА Эббе Шварца трофей получил имя Анри Делоне — футбольного функционера, первого генерального секретаря УЕФА, который и стал инициатором проведения европейского первенства. Первым обладателем Кубка Анри Делоне стала сборная СССР, обыгравшая 10 июля 1960 года на парижском стадионе «Парк де Пренс» сборную Югославии в финале первого европейского первенства. К началу отборочного турнира Евро-1968 Кубок европейских наций был переименован в чемпионат Европы, однако трофей за победу в турнире остался всё тем же. С 1960 по 1980 годы, не считая сборной СССР, трофей выигрывали команды Испании, Италии, Чехословакии и ФРГ. В 1980 году западные немцы стали первыми, кто выиграл Кубок Анри Делоне дважды. В 1980—1990 годах к командам-победителям добавились сборные Франции, Нидерландов и Дании. Чемпионат Европы 1996 года в третий раз стал победным для уже объединённой Германии. На Евро-2000 свой второй Кубок Анри Делоне получили французы, а в 2004 году появилась новая команда-обладатель кубка — сборная Греции.

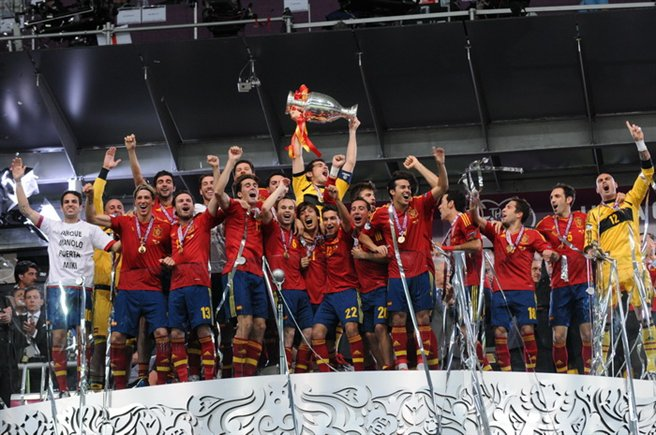
Игроки сборной Испании с Кубком Анри Делоне после победы в финале чемпионата Европы 2012 года

Перед турниром в 2008 году УЕФА решила изменить дизайн Кубка Анри Делоне, увеличив его в размерах, при этом приз сохранил название и общий стиль старого кубка. Изготовила новый трофей британская фирма Asprey London. Первыми обновлённый кубок подняли над собой футболисты Испании, обыграв в финале чемпионата 2008 года немецкую команду. В мае 2012 года, при экспозиции трофея в Киеве перед грядущим чемпионатом Европы, его пытались похитить двое мужчин, однако совершить кражу им не удалось. В том же месяце Кубок Анри Делоне несколько раз подвергался нападениям активисток движения Femen; несмотря на то, что им удавалось уронить трофей с постамента, сам кубок не пострадал. На самом Евро-2012 победителем турнира и обладателем Кубка Анри Делоне вновь стала национальная сборная Испании. Испанцы стали вторыми трёхкратными обладателями кубка и первой командой, которой удалось выиграть этот трофей два раза подряд. На турнире 2016 года появился новый обладатель приза — сборная Португалии, а на Евро-2020 во второй раз победила сборная Италии.

## Дизайн

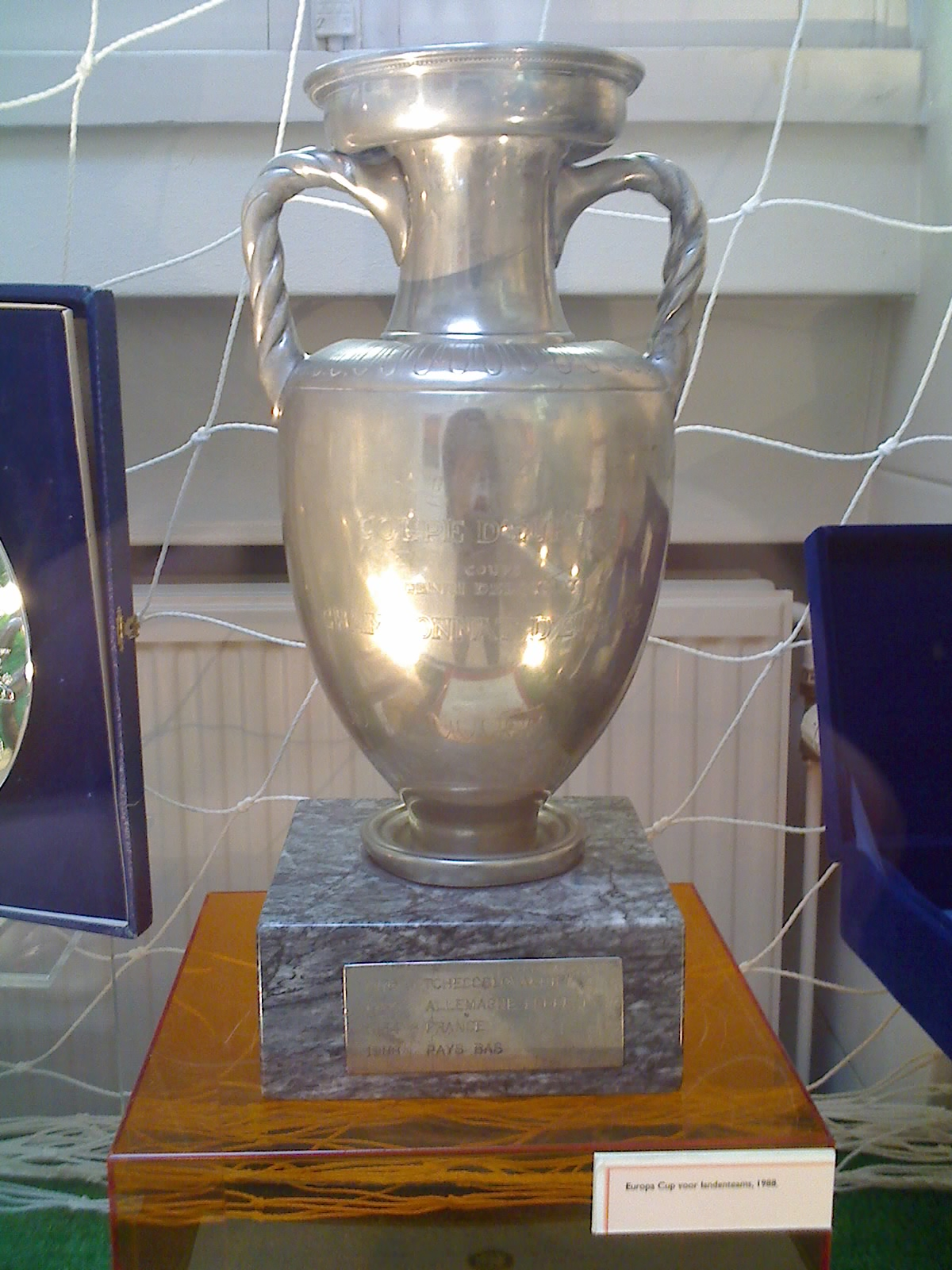
Оригинальный Кубок Анри Делоне, полученный сборной Нидерландов после победы на Евро-1988

Оригинальный Кубок Анри Делоне был создан в 1958 году французским ювелиром Мишелем Шобийоном. Он представлял собой стилизованную серебряную амфору с барельефом, изображающим человека с мячом. В нижней части кубка располагался мраморный постамент, на котором гравировались имена команд-победительниц. Высота кубка составляла 40 см (с подставкой — 50 см), вес достигал 2,56 кг (с подставкой — 8 кг). Дизайн первого кубка был схож с дизайном оригинального трофея Кубка европейских чемпионов, подаренного французской газетой L’Équipe УЕФА для вручения победителям созданного в 1955 году главного европейского клубного футбольного соревнования. После того, как в 1967 году «Реал Мадрид» получил его навечно за шесть побед в первые 11 розыгрышей, УЕФА стала вручать за победу в Лиге чемпионов другой кубок.
Перед турниром 2008 года трофей за победу в чемпионате Европы решили изменить: он был несколько увеличен в размерах, а также с кубком произошли незначительные косметические изменения. Кубок Анри Делоне стал выше и тяжелее, с того момента он весит восемь килограмм, а длина приза увеличилась до 60 сантиметров. На тыльной стороне трофея был убран барельеф с человеком и мячом, как и мраморный постамент. Для улучшения устойчивости кубка было увеличено его серебряное основание. Имена стран-победителей, которые были на постаменте, перенесли на заднюю часть кубка, именно там они наносятся с того момента. Изготовлением нового трофея занималась британская фирма Asprey London, его стоимость составила свыше 30 000 евро.

## Обладатели
Кубком Анри Делоне владели команды десяти стран, две из которых в настоящий момент не существуют. Самой титулованной командой является сборная Испании, владевшая кубком четыре раза. Трижды кубок выигрывали футболисты Германии. Дважды кубок выигрывали футболисты Франции и Италии, по разу советские, чехословацкие, нидерландские, датские, греческие и португальские футбольные сборные.
| Страна         | По турнирам            | Всего |
| -------------- | ---------------------- | ----- |
| Испания        | 1964, 2008, 2012, 2024 | 4     |
| Германия (ФРГ) | 1972, 1980, 1996       | 3     |
| Франция        | 1984, 2000             | 2     |
| Италия         | 1968, 2020             | 2     |
| СССР           | 1960                   | 1     |
| Чехословакия   | 1976                   | 1     |
| Нидерланды     | 1988                   | 1     |
| Дания          | 1992                   | 1     |
| Греция         | 2004                   | 1     |
| Португалия     | 2016                   | 1     |